# Jaya the Cat
Jaya the Cat ist eine Reggae-, Ska- und Punkrock-Band, die Mitte der 1990er Jahre in Boston (Massachusetts/Vereinigte Staaten) gegründet wurde und 2003 in Amsterdam ihre Wahlheimat fand.

## Geschichte
Jaya The Cat wurde von Geoff Lagadec, Dave Smith und Ben Murphy gegründet. Ihr erstes reguläres Album Basement Style wurde in Boston aufgenommen. Es erhielt wohlwollende Kritiken, fand aber kaum Aufmerksamkeit außerhalb der Gegend von Boston. Die Band wurde aufgrund ihrer Live-Qualitäten bei den Boston Music Awards als Best Ska Band nominiert. Nachdem 2001 David „The Germ“ Germain als Schlagzeuger hinzukam, der zuvor bei Shadows Fall gespielt hatte, begann die Band in den Vereinigten Staaten und Europa zu touren.
2003 wurde das Live-Album Ernesto’s Burning aufgenommen. Nach der Veröffentlichung des zweiten Albums First Beer of a New Day verließen die beiden Gründungsmitglieder Dave Smith und Ben Murphy die Band. Die beiden verbleibenden Mitglieder zogen daraufhin nach Amsterdam. Die Band wurde im Folgenden von einigen niederländischen Musikern ergänzt. Bald wurden Jan Jaap „Jay“ Onverwagt, Jeroen Kok (mittlerweile ersetzt durch Johan van't Zand) und Jordi Newcastle feste Mitglieder von Jaya the Cat.
2007 erschien das dritte Album der Band, More Late Night Transmissions With…. 2012 folgte das vierte Album The New International Sound of Hedonism.
Am 10. September 2016 verließ Gitarrist Dino Memic die Band. Der bisherige Keyboarder Karl Smith übernahm daraufhin die Gitarre und mit Christian Greevink wurde ein neuer Keyboarder dazu geholt.
Im Juni und Juli 2017 war die Band im Studio, um ihr neues Album A Good Day for the Damned aufzunehmen, welches am 17. November 2017 veröffentlicht wurde.
Im März 2023 verließ Karl die Band und spielt seither bei The Barstool Preachers.
Die Band selbst beschreibt ihren Musikstil als „Drunk Rock Reggae“ und nennt The Clash als ihren größten musikalischen Einfluss.

Jaya the Cat, Live beim Free & Easy Festival 2014
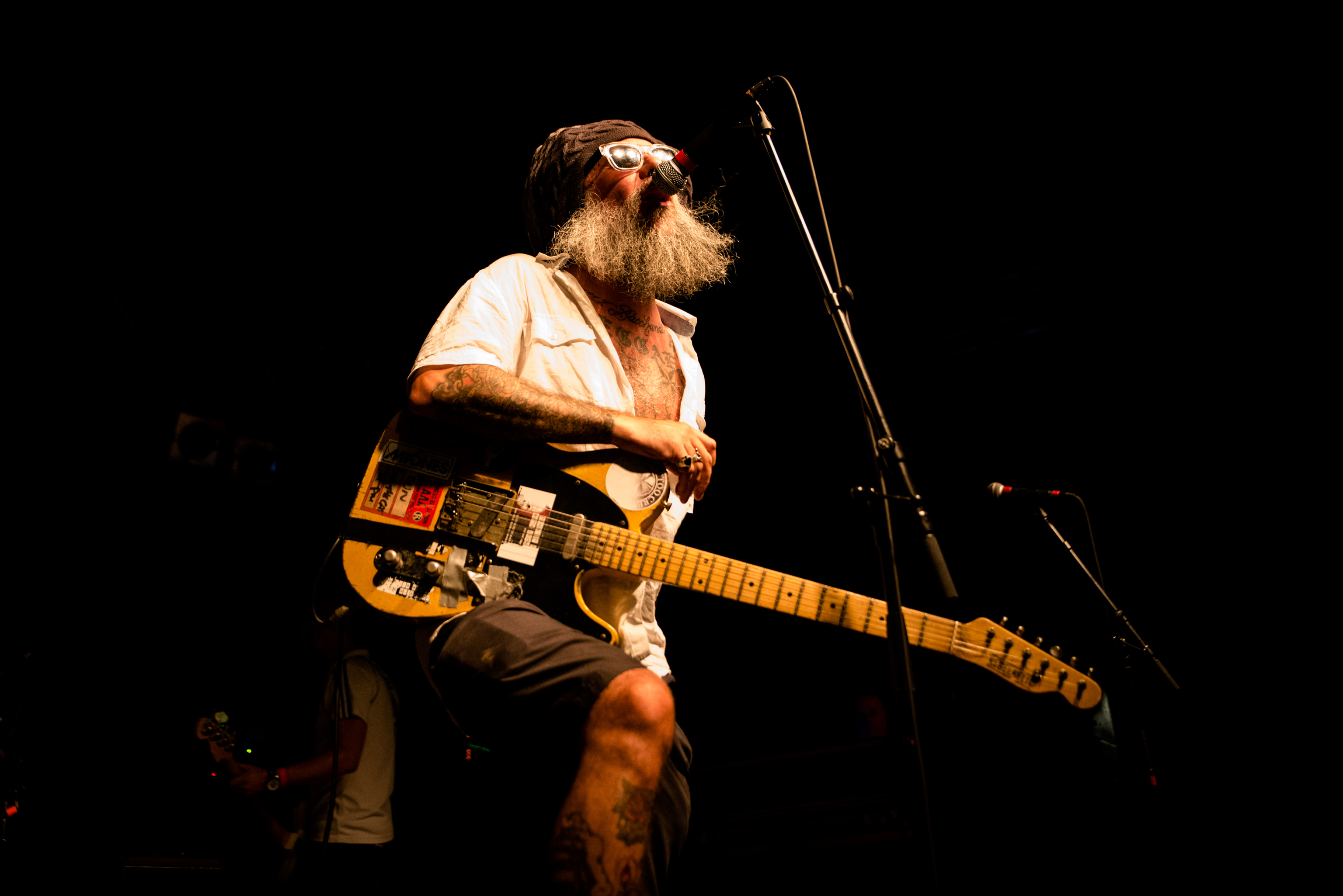
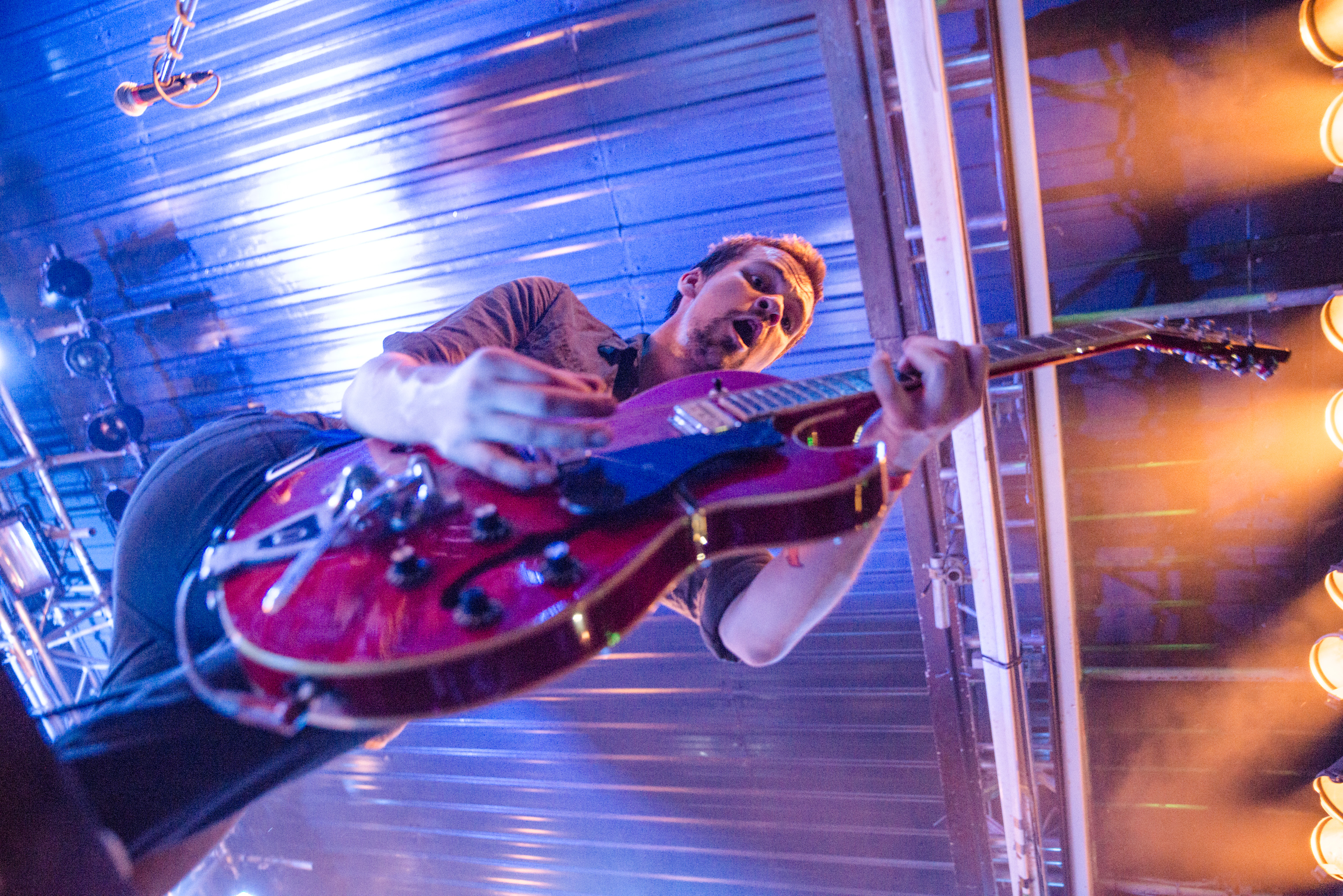
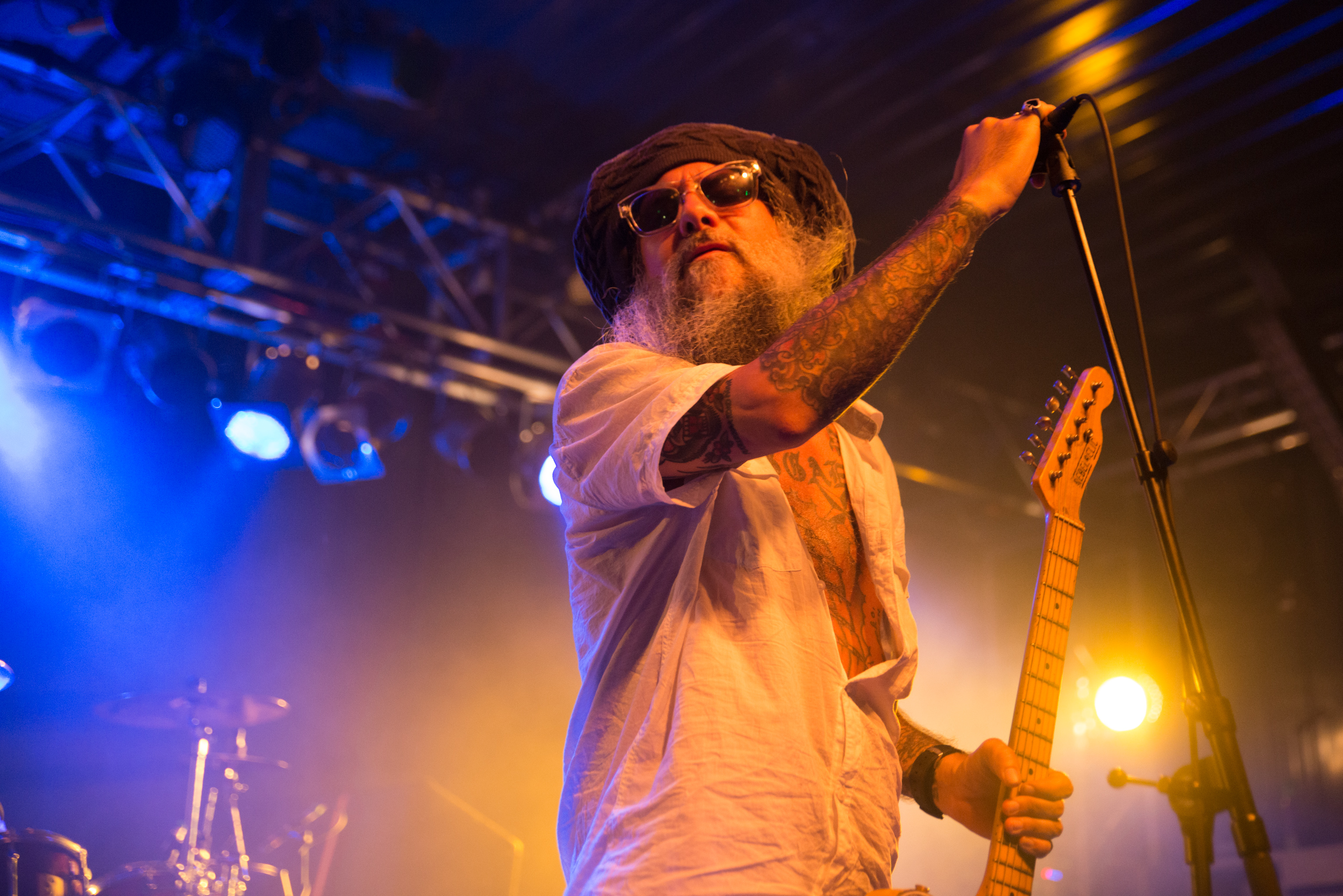
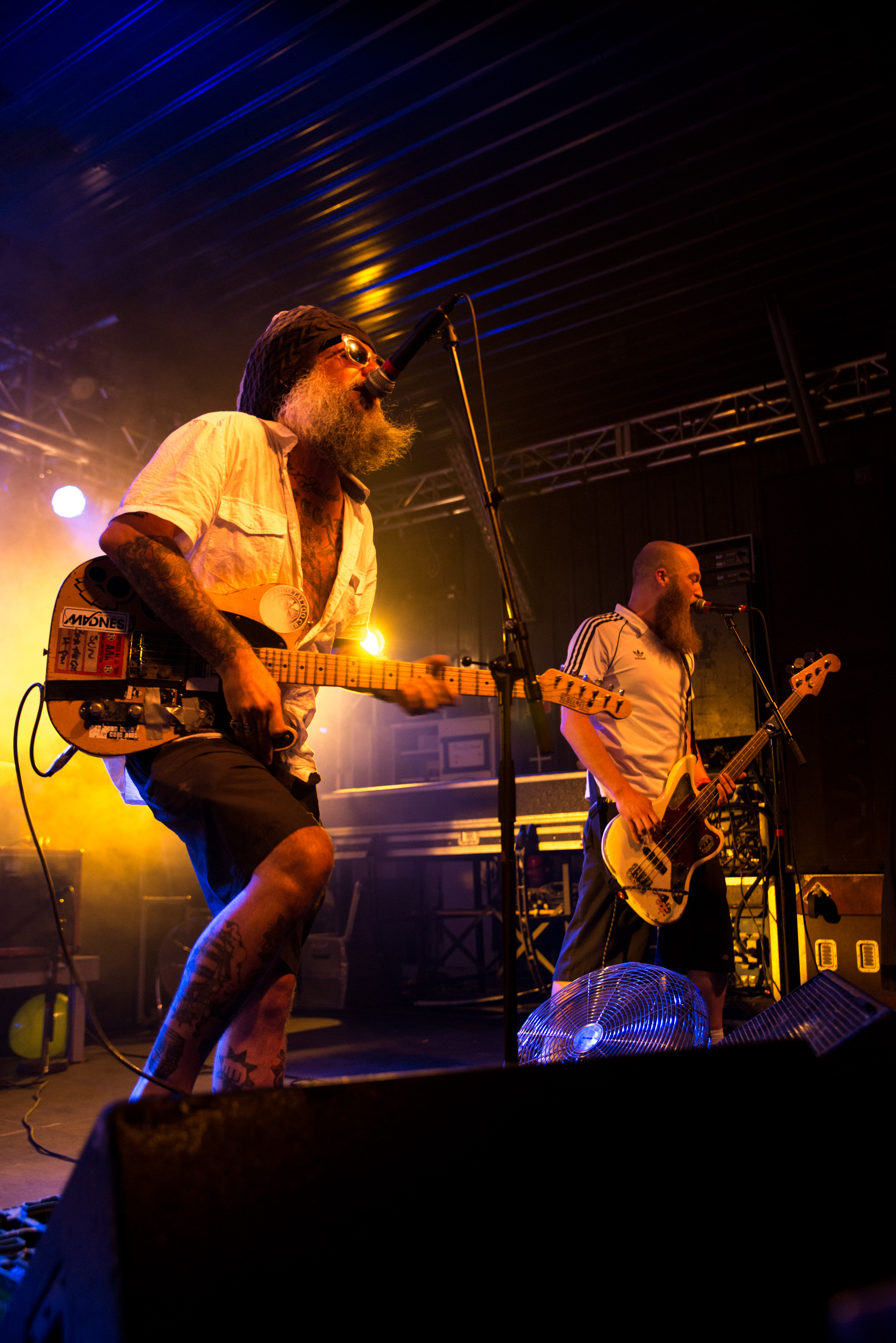

## Diskografie
Alben
- O'Farell (CD, self-released, 1999)
- Basement Style (CD, Gold Circle, 2001)
- First Beer of a New Day (CD, 4Tune, 2002)
- Ernesto’s Burning (CD/LP, Music Machine, 2004) (Live)
- More Late Night Transmissions With… (CD, I Scream, 2007)
- The New International Sound of Hedonism (CD, Bomber Music, 2012)
- A Good Day for the Damned (CD, Bomber Music, 2017)

Singles
- Closing Time (CD-Single, I Scream, 2007)
- Here Come the DRUMS (CD-Single, Bomber Music, 2012)